# Метилмагнийхлорид
Метилмагнийхлорид — магнийорганическое соединение, реактив Гриньяра с формулой CH3MgCl.

## Получение
Коммерчески доступны растворы метилмагнийхлорида в тетрагидрофуране. Несмотря на это в лабораторных условиях его часто готовят из метилхлорида и магния в диэтиловом эфире или тетрагидрофуране. При приготовлении важно обеспечить в системе отсутствие влаги, кислорода и углекислого газа, а сам реагент лучше хранить в атмосфере инертного газа.
Если в реакции необходимо точное соотношение реагентов, то концентрацию реактива Гриньяра определяют обратным титрованием. Для этого к нему сначала добавляют избыток кислоты, которая частично расходуется на гидролиз. Остаток кислоты затем оттитровывают основанием. Этот метод не позволяет отдельно определить загрязняющие реактив Гриньяра гидроксид и алкоголят, возникающие из-за реакции с водой и кислородом, поэтому необходимо применять двойное титрование либо титрование, более специфичное на реактив Гриньяра. Разработан также качественный тест на присутствие реактива Гриньяра, основанный на реакции с кетоном Михлера и образовании малахитового зелёного.

## Строение и физические свойства
Метилмагнийхлорид растворим в тетрагидрофуране и нерастворим в углеводородах. Если его готовить в диэтиловом эфире, частично в осадок выпадает хлорид магния, особенно при стоянии в течение нескольких дней. Согласно исследованиям методами ЯМР, ИК, а также кинетическим и калориметрическим экспериментам в растворе в диэтиловом эфире метилмагнийхлорид MeMgCl в реальности представляет собой смесь MeMgCl, Me2Mg и MgCl2. При полном удалении эфира остаток содержит лишь Me2Mg и MgCl2.

## Химические свойства
Типичным использованием метилмагнийхлорида является его присоединение к различным соединениями: альдегидам, кетонам, производным карбоновых кислот, нитрилам, иминам и др. Также он замещает галогены и подобные уходящие группы. Метилмагнийхлорид является менее активным по сравнению с метиллитием, но его используют благодаря большему удобству в обращении. Кроме того, они с метиллитием иногда вступают в реакции с разной региоселективностью и стереоселективностью.
Также метилмагнийхлорид является сильным основанием и кислотой Льюиса. Это является как преимуществом, так и недостатком. Например, по этой причине реактивы Гриньяры гидролизуются субстратами, содержащими гидроксильные группы, аминогруппы, а также кислые протоны при С-атомах. С другой стороны, они могут направленно использоваться как основания, например для генерирования енолятов.